# Flygolyckan i Kälvesta 1977
Flygolyckan i Kälvesta 1977 var en olycka, där ett plan som flögs av Skyline för Linjeflyg som Flight 618, den 15 januari 1977 störtade i Kälvesta, ett bostadsområde i nordvästra Stockholm. Alla 22 ombord omkom.

## Olyckan
Flygplanet, en Vickers 838 Viscount, hade startat från Sturup i Malmö på morgonen och mellanlandat i Kristianstad, Växjö och Jönköping för att slutligen fortsätta resan mot slutdestinationen Stockholm. 
Planet befann sig på en höjd av 350 meter under inflygning till Bromma flygplats (BMA/ESSB) när olyckan inträffade. Utan förvarning förlorade piloterna kontroll över höjdrodret. Planet dök brant och störtade på en parkeringsplats vid Ängsullsvägen i bostadsområdet Kälvesta, fem kilometer nordväst om flygplatsen.
Bland de 22 personer som befann sig ombord fanns svenska förbundskaptenen i bordtennis Hans Alsér. Samtliga 19 passagerare och tre besättningsmän omkom, men ingen kom till skada på marken. Flera bilar totalförstördes dock och hus i närheten av olycksplatsen fick brandskador när flygplanet fattade eld.
Olyckan skedde på en lördagsförmiddag och parkeringsplatsen där planet havererade skulle normalt ha varit full av barn eftersom snövallar bildats vid plogningen av parkeringen. Men eftersom SVT sände barnprogram precis då var platsen helt tom vid olyckstillfället.
Efter olyckan följde en debatt om Bromma flygplats framtid, där vissa ansåg att det är en för stor risk att ha en flygplats intill tätbefolkade områden. 

## Utredning
Olyckan berodde på att planet drabbats av nedisning av stabilisatorn och på grund av detta blivit manöverodugligt. Då full klaff fälldes ut inför landning överstegrade planet och kontrollytorna förlorade effekt. De svenska piloter som flög denna typ av flygplan hade dock inte på den tiden informerats om att typen var mycket känslig för just denna typ av isbildning.